# Hibiscus makinoi
Hibiscus makinoi är en malvaväxtart som beskrevs av Y. Jotani och H. Ohba. Hibiscus makinoi ingår i Hibiskussläktet som ingår i familjen malvaväxter. Inga underarter finns listade i Catalogue of Life.